# Вотерлу (Њујорк)
Вотерлу (енгл. Waterloo) град је у америчкој савезној држави Њујорк.

## Демографија
По попису из 2010. године број становника је 5.171, што је 60 (1,2%) становника више него 2000. године.
| Група             | 2000.         | 2010.         |
| Белци             | 4.941 (96,7%) | 4.909 (94,9%) |
| Афроамериканци    | 42 (0,8%)     | 59 (1,1%)     |
| Азијати           | 25 (0,5%)     | 20 (0,4%)     |
| Хиспаноамериканци | 60 (1,2%)     | 114 (2,2%)    |
| Укупно            | 5.111         | 5.171         |